# Rhaphidorrhynchium insulosum
Rhaphidorrhynchium insulosum là một loài rêu trong họ Sematophyllaceae. Loài này được Hampe mô tả khoa học đầu tiên năm 1870.